# Kinesisk roulette
Kinesisk roulette, originaltitel: Chinesisches Roulette, är en västtysk/fransk film från 1976, regisserad av Rainer Werner Fassbinder. 

## Handling
Det rika paret berättar för varandra att de ska åka på affärsresa över helgen, men sanningen är att de båda ska träffa sina älskare på familjens lantställe. De överraskar varandra, men beslutar ändå att fortsätta sina planer. När parets dotter också kommer dit beslutar hon att de ska leka sanningsleken kinesisk roulette, leken briserar bokstavligen i en explosion när ett dödande skott avlossas.

## Om filmen
Filmen är inspelad i Bayreuth, Hof, Naila, München, Bundorf och Thurnau. Den hade världspremiär i Paris den 16 november 1976.

## Rollista
- Anna Karina – Irene Cartis
- Margit Carstensen – Ariane Christ
- Brigitte Mira – Kast
- Ulli Lommel – Kolbe
- Alexander Allerson – Gerhard Christ
- Volker Spengler – Gabriel Kast
- Andrea Schober – Angela Christ
- Macha Méril – Traunitz
- Roland Henschke – tiggaren
- Armin Meier – mannen på bensinstationen
- Erik Schumann – Gerhard Christs röst

### Webbkällor
- Kinesisk roulette på Internet Movie Database (engelska)
- Kinesisk roulette på Svensk Filmdatabas